# Osquar och Quristina
Osquar och Quristina (tidigare Osquar och Qsqulda) är den studentikosa benämning på teknologer som studerar vid Kungliga Tekniska högskolan i Stockholm. Namnet Osquar kommer från kung Oscar II, som var behjälplig vid grundandet av Tekniska Högskolans Studentkår. Den kvinnliga motsvarigheten Osqulda tillkom på 1940-talet. Den könsneutrala beteckningen var Osquarulda. 2018 byttes namnet på den kvinnliga teknologen till Quristina efter Drottning Kristina och den könsneutrala beteckningen blev samtidigt Osquarina.
Namnet Osquar förekommer i många föreningsnamn (till exempel KTH Osquars) och dryckesvisor. En gågata på KTH campus Valhallavägen har namnet Osquars Backe. En väg på KTH:s område bar fram till februari 2018 namnet Osquldas väg, då namnet byttes eftersom det ansågs vara sexistiskt. Osqvik är THS sportstuga på Värmdö. 
Osquars kvinnliga respektive brukar, i den mån hon inte är en Quristina, benämnas Ada.  Quristinas manlige respektive benämns om inte Osquar så Konrad, men detta namn används ytterst sällan.
Osquar besjungs i visan "Gud skydde dig, Osquar" (som är Kongl. Teknologkörens institutionssång) och "Visa vid torsdagskväll".